# سیارک ۳۸۴۷
سیارک ۳۸۴۷ (به انگلیسی: 3847 Sindel، نامگذاری:1982DY1) سه هزار و هشتصد و چهل و هفتمین سیارک کشف شده‌است که در ۱۶ فوریه ۱۹۸۲ کشف شد.
قدر مطلق سیارک برابر ۱۱٫۶۰ است.